# Santa María de los Ángeles (kommun)
Santa María de los Ángeles är en kommun i Mexiko.   Den ligger i delstaten Jalisco, i den centrala delen av landet, 500 km nordväst om huvudstaden Mexico City. Antalet invånare är 3 687. Arean är 285 kvadratkilometer.
Terrängen i Santa María de los Ángeles är huvudsakligen kuperad.
Följande samhällen finns i Santa María de los Ángeles:
- Barrio de Tapias
- Colonia Veintiuno de Marzo
- El Fraile
- Las Ánimas